# فخرالدین حجازی
فخرالدّین حجازی (متولد بهمن ۱۳۰۸ – درگذشته ۲۹ اردیبهشت ۱۳۸۶) منتخب اول نخستین مجلس شورای اسلامی ایران از حوزه تهران و نیز نماینده تهران در دوره‌های دوم و سوم مجلس، از سخنرانان مذهبی فعال قبل از انقلاب ایران، از جمله از سخنرانان پراقبال حسینیه ارشاد بود.

## زندگی
فخرالدین حجازی به سال ۱۳۰۸ در شهر سبزوار متولد شد. پدرش شیخ محمد حجازی از روحانیون شهر بود. او پس از گرفتن دیپلم درجه کارشناسی را در رشته ادبیات از دانشگاه فردوسی گرفت و هم‌زمان به تحصیلات حوزوی هم پرداخت. او پس از کسب کارشناسی، در دبیرستان‌های سبزوار مشغول به تدریس شد. حجازی از زمان دانشجویی از شاگردان محمدتقی شریعتی محسوب می‌شد که در درس‌های اسلامی و تفسیر قرآن او شرکت می‌کرد. همچنین رابطه خوبی با علی شریعتی داشت.

### فعالیت‌های سیاسی پیش از انقلاب
حجازی فعالیت‌های سیاسی‌اش را از سالهای نخست وزیری مصدق در انجمن تبلیغات اسلامی مشهد شروع کرد.
در این دوران او همراه با یارانش هفته نامه‌ای با عنوان جلوه حقیقت در سبزوار انتشار دادند که امتیاز آن به پدر حجازی تعلق داشت.
پس از سقوط مصدق او مدتی در شهر رشت تبعید شد. پس از آن از سبزوار به مشهد منتقل شد و هم‌زمان با تدریس در دبیرستانهای مشهد به تدریس در دبیرستان آستان قدس رضوی و فعالیت در این مؤسسه پرداخت.
او همچون دیگر فعالان مذهبی مشهدی، به سید محمدهادی میلانی نزدیک بود. پس از حاضر نشدن به همکاری با ساواک و تبلیغ برای نظام پهلوی در آستان قدس به توصیه میلانی به تهران رفت.
در آنجا با حمایت مالی میلانی مؤسسه‌ای انتشاراتی بنام بعثت را برای چاپ کتاب‌های مذهبی به راه انداخت.
فخرالدین حجازی از زمان اقامت در مشهد به دلیل قدرت بیان فراوان و تسلطی که بر سخنوری داشت به عنوان یکی از سخنرانان مشهور مذهبی مطرح شد. پس از آنکه به تهران منتقل شد، همراه با تدریس در دبیرستان به سخنرانی‌های مذهبی پرداخت. او از نخستین سخنرانان حسینیه ارشاد بود. فخرالدین حجازی به سخنرانی‌های تند و آتشین در انتقاد از وضعیت سیاسی و اجتماعی ایران که با لحنی گیرا و پرهیجان ایراد می‌شد شهرت داشت. از این رو هیئت مدیره حسینیه ارشاد برای مهار کردن یا پایان دادن به سخنرانی‌های او تحت فشار ساواک قرار داشت.
برخی از روحانیون به خصوص محمدتقی فلسفی از مخالفان جدی حجازی بودند. لازم است ذکر شود که او با صورت تراشیده و کت و شلوار از مبلغان مذهبی با چهره متمایز محسوب می‌شد.
با فشار ساواک، فخرالدین حجازی سرانجام از آبان ۱۳۴۷ به سخنرانی در حسینیه ارشاد پایان داد. او برخی از روحانیون را در این ماجرا مقصر می‌دانست. او به سخنرانی‌های خود با همان لحن سابق در مساجد و محافل مذهبی دیگر ادامه داد.
در ۲۵ بهمن ۱۳۵۱ پس از یکی از سخنرانیهایش دستگیر می‌شود. او تا زمان پیروزی انقلاب دست کم دو بار دیگر مورد بازجویی قرار می‌گیرد و هر از گاهی از سخنرانیهایش جلوگیری می‌شود ولی همچنان فعالیت خود را تداوم می‌بخشد.

## فعالیت‌های سیاسی پس از انقلاب
حجازی پس از انقلاب از چهره‌های مشهور و مورد توجه در سطح کشور بود تا آنجا که در نخستین انتخابات مجلس شورای اسلامی، با کسب بیش از یک و نیم میلیون رأی بیشترین شمار آرا را از میان همه نامزدهای نمایندگی به خود اختصاص داد و به عنوان نماینده اول تهران وارد مجلس شد.
او در دوران نمایندگی مجلس در مخالفت با جریانهای میانه‌رو و منتقد قرار داشت و در این مخالفتها آن قدر جدی بود که نهضت آزادی ایران، در فروردین ۱۳۶۱ از او به دلیل اظهاراتی که در مورد این نهضت در سخنرانی‌های پیش از خطبه‌های نماز جمعه تهران بیان کرده بود به دادستان تهران شکایت کرد.
پس از سالهای نخست انقلاب حضور فخرالدین حجازی در صحنه سیاسی کمرنگ شد و از دومین دهه دوران جمهوری اسلامی، او عملاً در سکوت فرو رفت.
یکی از دلایلی که در مورد خروج او از صحنه اصلی فعالیت‌های سیاسی مطرح می‌شود سخنرانی او در حضور سید روح‌الله خمینی است که او در آن با لحنی بسیار مبالغه‌آمیز و با برشمردن صفات متعدد و پی در پی از جمله تشابه رهبر جمهوری اسلامی به سلیمان نبی که حکمرانی بر جهان گوارایش باد، به تمجید از خمینی پرداخت.
این سخنان با واکنش منفی خمینی همراه بود:
«من خوف این را دارم که مطالبی که آقای حجازی فرمودند دربارهٔ من، باورم بیاید. من خوف این را دارم که با این فرمایشات ایشان و امثال ایشان، برای من یک غرور و انحطاطی پیش بیاید. من به خدای تبارک و تعالی پناه می‌برم از غرور. من اگر خودم برای خودم نسبت به سایر انسان‌ها یک مرتبتی قائل باشم، این انحطاط فکری است و انحطاط روحی. من در عین حال که از آقای حجازی تقدیر می‌کنم که ناطق برومندی است و متعهد، لکن گله می‌کنم که در حضور من مسائلی که ممکن است من باورم بیاید، فرمودند».
از آن پس با این که فخرالدین حجازی در دو دوره بعدی مجلس نیز عضویت داشت، فعالیت چندانی از او دیده نشد.
فخرالدین حجازی نخستین چهره سیاسی جمهوری اسلامی است که اسناد ساواک دربارهٔ او در زمان حیاتش چاپ شد که نشان از حساسیت شدید ساواک به فعالیت‌های او و همچنین حجم خطبه‌های او در ضدیت با رژیم پهلوی دارد.

## انتقادها
در کتاب فریاد بعثت که بر اساس اسنادی که از ساواک به دست آمده دربارهٔ فخرالدین حجازی نوشته شده و در زمان حیات او به چاپ رسیده، آمده که آقای حجازی در زمان دانشجویی به مناسبت ازدواج محمدرضا شاه پهلوی با همسر دومش ثریا شعری سرود که همان زمان در روزنامه خراسان چاپ شد.
بعدها مخالفان حجازی از این شعر علیه او استفاده می‌کردند و او را ثناگوی شاه می‌خواندند.

## زندگی شخصی
در دهه ۱۳۳۰ حجازی با «روح‌انگیز ظهور سعادت» ازدواج کرد و تشکیل خانواده داد. از این ازدواج یک پسر (فرید) و دو دختر (فریبا و فدیا) باقی‌مانده که هیچ‌یک از آن‌ها در فعالیت‌های سیاسی شرکت ندارند. در بهمن ۱۳۸۲ به فخرالدین حجازی نشان درجهٔ دو تعلیم و تربیت اعطا شد.
او در سالهای آخر عمر از بیماری پارکینسون رنج می‌برد. او در  ۲۹ اردیبهشت ۱۳۸۶ در ۷۷ سالگی در تهران درگذشت.

## آثار
- شگفتی‌های نهج‌البلاغه
- زندگانی امام حسن
- جنگ از دیدگاه نهج‌البلاغه
- فتح فاو
- پیامبر و قرآن
- جلوه‌ای از قرآن
- پژوهشی درباره‌ قرآن و پیامبر
- هنگامه بعثت
- سه سخن
- سی مقاله
- چهار بنیان
- سرود اقبال
- نقش و نفوذ صهیونیسم در اروپای غربی؛ نقش یهود در پیدایش کمونیسم
- سفرنامه فرنگ: گزارش سفرهیئت اعزامی شورای تبلیغات اسلامی به ایتالیا در حاشیه سفر برای شرکت در کنفرانس اوپک
- هفت حصار
- استعمار امریکا